# Elisabeth Scharfenberg

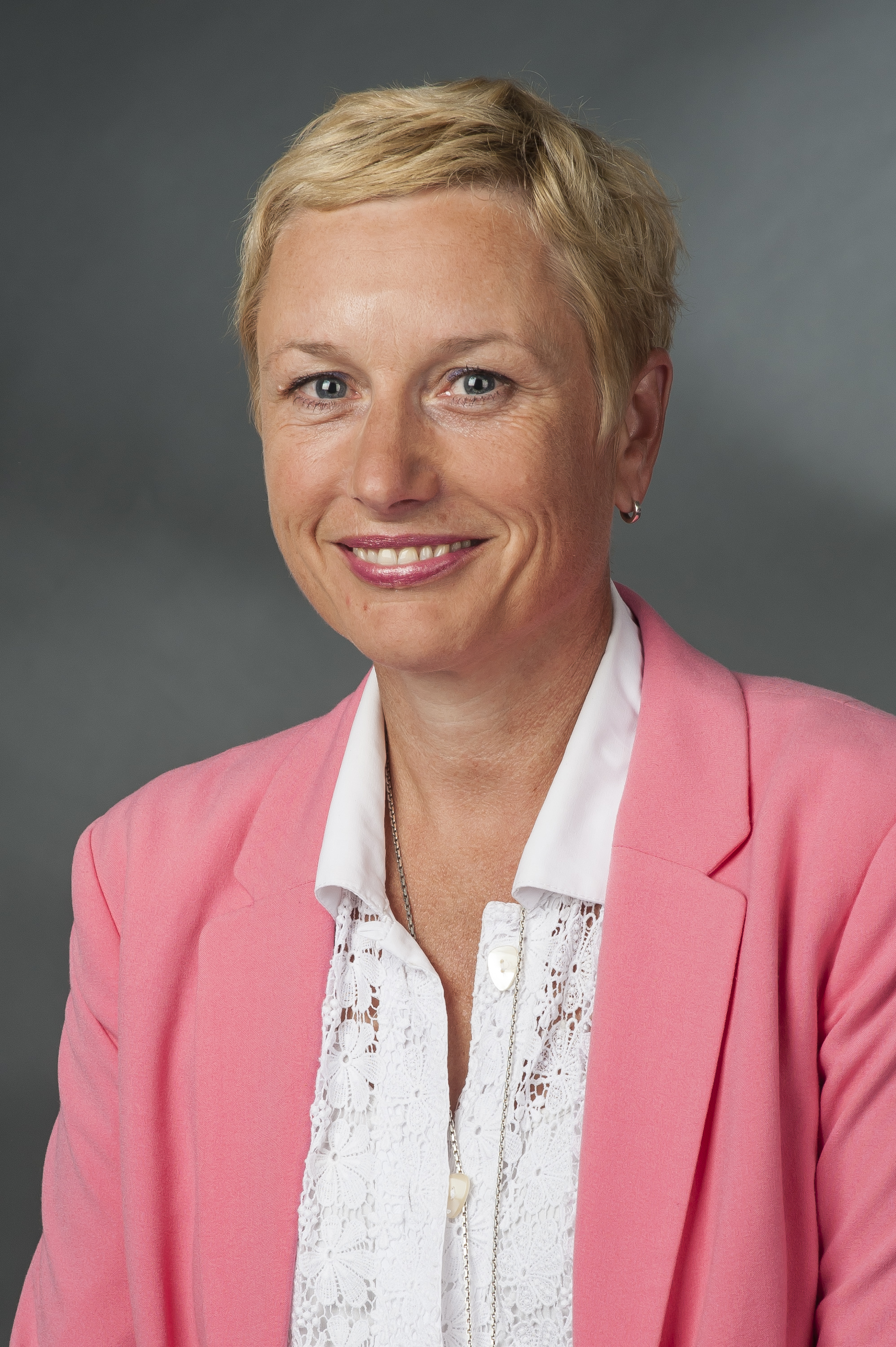
Elisabeth Scharfenberg (2014)

Elisabeth Scharfenberg geb. Rödner (* 14. März 1963 in Rüsselsheim) ist eine deutsche Politikerin (Bündnis 90/Die Grünen).

## Leben und Beruf
Nach dem Abitur 1982 an der Gustav-Heinemann-Schule in Rüsselsheim absolvierte Elisabeth Scharfenberg ein Studium der Sozialarbeit und der Sozialpädagogik an der Alice-Salomon-Fachhochschule Berlin, welches sie als Diplom-Sozialpädagogin (FH) beendete. Anschließend war sie u. a. in der Erwachsenenbildung und beim Betreuungsverein des Diakonischen Werkes Wunsiedel tätig. Seit 1997 ist sie freiberufliche Berufsbetreuerin.
Scharfenberg gab 2019 ihre Kandidatur für die Oberbürgermeisterwahl in Hof bekannt.
Elisabeth Scharfenberg ist verheiratet, hat vier Töchter und lebt mit ihrer Familie in Neuhausen bei Rehau.

## Partei
Seit 1999 ist sie Mitglied bei den Grünen. Von 2000 bis 2013 war sie Sprecherin des Kreisvorstandes der Grünen in Hof und von 2002 bis 2010 des Bezirksvorstandes Oberfranken. Von 2003 bis 2005 gehörte sie dem Parteirat der Grünen in Bayern an.

## Abgeordnete
Seit 2003 gehört Elisabeth Scharfenberg dem Bezirkstag des Regierungsbezirks Oberfranken an. 
Von 2005 bis 2017 war sie Mitglied des Deutschen Bundestages und hier Sprecherin der Bundestagsfraktion für Pflegepolitik. Ihr Wahlkreis war Hof.
Sie war in der 18. Legislaturperiode des Deutschen Bundestags ordentliches Mitglied im Ausschuss für Gesundheit sowie Schriftführerin und stellvertretendes Mitglied im Ausschuss für Familie, Senioren, Frauen und Jugend. Im Juni 2016 erklärte sie, bei der Bundestagswahl 2017 nicht mehr zu kandidieren.

## Positionen
- Für Hebammen fordert Scharfenberg eine Entlastung zur obligatorischen Berufshaftpflicht, die zeitweise über 5000 Euro jährlich pro Hebamme betrug.[2]
- Im November 2015 stellte Scharfenberg einen gemeinsam mit Kerstin Griese (SPD), Michael Brand (CDU), Kathrin Vogler (Linke) und Harald Terpe (Grüne) fraktionsübergreifend erarbeiteten Gesetzentwurf für straflose Sterbebegleitung durch Angehörige sowie dem Kranken Nahestehende wie zum Beispiel langjährig behandelnde Ärzte vor.[3]
- Im Juni 2016 kritisierte Scharfenberg am von der Bundesregierung vorgestellten Gesetz zur besseren Vereinbarkeit von Familie, Pflege und Beruf, das eine Freistellung zur Pflege von Angehörigen gegen einen Vorschuss für einen Zeitraum von 24 Monaten vorsah, dass die resultierenden Einkommenseinbußen für Geringverdiener nicht tragbar seien und stellte einen eigenen Entwurf vor, der u. a. eine dreimonatige Freistellung mit Bezug von Lohnersatzleistungen für alle Beschäftigten vorsah.[4]
- Im November 2016 setzte sich Scharfenberg im Zusammenhang mit der Verabschiedung des Bundesteilhabegesetzes für eine Stärkung der Selbstbestimmung von Behinderten ein, die im Gesetzentwurf vorgesehene Obergrenze von 2600 Euro Ersparnissen für den Bezug von Eingliederungshilfe kritisierte sie als zu niedrig.[5]

Im Januar 2017 wurde Scharfenberg von einer Journalistin der Welt am Sonntag zu ihrer Einstellung zur in einigen niederländischen Gemeinden bezuschussten Sexualassistenz befragt. Diese wird dort Personen, die nachweislich nicht selbst Hand an sich legen können und finanziell bedürftig sind, auf Antrag gewährt. Scharfenberg antwortete hierzu: „Eine Finanzierung für Sexualassistenz ist für mich vorstellbar, die Kommune könnte über entsprechende Angebote vor Ort beraten und Zuschüsse gewähren“.